# Rubinek Gyula
Zsitvabesenyői Rubinek Gyula (Ohaj, 1865. szeptember 10. – Budapest, 1922. január 8.) politikus, gazdasági író, miniszter.

## Életpályája
Szülei Rubinek András és nemespanni Czobor Hermin. A Magyaróvári Magyar Királyi Gazdasági Akadémia elvégzése után 1886 és 1890 között Kunbaján gazdatiszt.
1893-tól éveken keresztül az OMGE ügyvezető titkára, majd 1906-tól igazgatója volt. 1901-től országgyűlési képviselő volt. A Tanácsköztársaság bukása után jelentős szerepet játszott a Nagyatádi Szabó István-féle Kisgazdapártban. 1919. augusztus 27-től 1920. július 19-ig (1920. július 19-től augusztus 15-ig ideiglenesen) a Friedrich-, a Huszár-, a Simonyi-Semadam- és az első Teleki-kormányban földművelésügyi miniszter illetve 1920. július 19-től 1920. december 16-ig egyben kereskedelemügyi miniszter is volt. Rubinek Gyula készítette el a földreformjavaslatot, amelyet Nagyatádi Szabó változtatás nélkül nyújtott be a parlamentben.
1921 elején a Kisgazdapárt tiszteletbeli elnökévé választotta. Több könyvet és cikket írt, többek között a vámpolitikával foglalkozott. 1889-ben a Borászati Lapok, majd 1891 és 1893 között a Köztelek szerkesztője, később főszerkesztője.

## Főbb művei

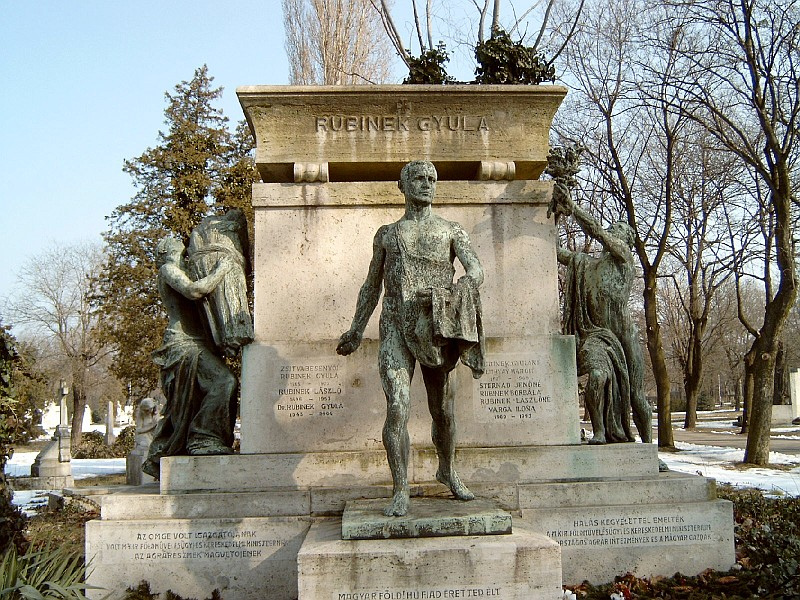
Rubinek Gyula sírja Budapesten. Kerepesi temető: 36/2-1-1. Horvay János alkotása.

- Cseléd- és munkáskérdés (Bp., 1894);
- Parasztszocializmus (Bp., 1895);
- Telepítés és földbirtokpolitika (Bp., 1905);
- A kié a föld, azé az ország, "Porszem" álnéven (Bp., 1908);
- Jövő vámpolitikánk irányelvei (Bp., 1911);
- Hogy állunk a Balkánon (Bp., 1913).

## Emlékezete
- Síremléke a Fiumei úti sírkertben található. A szobrok Horvay János alkotásai.